# Mistrzostwa Polski w Szermierce 2012
Mistrzostwa Polski w Szermierce 2012 - 83. edycja indywidualnie i 72. edycja drużynowych Mistrzostw Polski odbyła się w dniach 12-13 maja 2012 roku w Katowicach (szpada i szabla kobiet) i Wrocławiu (floret kobiet i mężczyzn) oraz 19-20 maja 2012 w Katowicach (szpada i szabla mężczyzn). 

## Klasyfikacja medalowa
| Msc | Klub                    | złoto | srebro | brąz | Razem |
| --- | ----------------------- | ----- | ------ | ---- | ----- |
| 1.  | AZS AWF Warszawa        | 3     | 3      | 6    | 12    |
| 2.  | AZS AWF Katowice        | 2     | 3      | 0    | 5     |
| 3.  | AZS AWF Poznań          | 2     | 0      | 2    | 4     |
| 4.  | AZS AWF Kraków          | 2     | 0      | 0    | 2     |
| 5.  | Sietom AZS AWFiS Gdańsk | 1     | 3      | 4    | 8     |
| 6.  | KKS Kraków              | 1     | 2      | 0    | 3     |
| 7.  | Wrocławianie            | 1     | 0      | 0    | 1     |
| 8.  | TMS Sosnowiec           | 0     | 1      | 1    | 2     |
| 9.  | AZS Wrocław             | 0     | 0      | 2    | 2     |
| 10. | KKSz Konin              | 0     | 0      | 1    | 1     |
| =   | Piast Gliwice           | 0     | 0      | 1    | 1     |
| =   | Górnik Radlin           | 0     | 0      | 1    | 1     |

## Medaliści

### kobiety
| Konkurencja:                          | Złoto:                                                                                      | Srebro:                                                                                  | Brąz:                                                                                     |
| Medalistki indywidualne               |                                                                                             |                                                                                          |                                                                                           |
| floret (startowało 44 zawodniczek)    | Sylwia Gruchała (AZS AWF Warszawa)                                                          | Anna Rybicka (Sietom AZS AWFiS Gdańsk)                                                   | Hanna Łyczbińska (Sietom AZS AWFiS Gdańsk) Marta Łyczbińska (Sietom AZS AWFiS Gdańsk)     |
| szabla (startowało 31 zawodniczek)    | Bogna Jóźwiak (OŚ AZS Poznań)                                                               | Matylda Ostojska (AZS AWF Warszawa)                                                      | Katarzyna Kędziora (OŚ AZS Poznań) Aleksandra Socha (AZS AWF Warszawa)                    |
| szpada (startowało 57 zawodniczek)    | Renata Knapik (KKS Kraków)                                                                  | Małgorzata Bereza (AZS AWF Katowice)                                                     | Magdalena Piekarska (AZS AWF Warszawa) Jagoda Zagała (Piast Gliwice)                      |
| Medalistki drużynowe                  |                                                                                             |                                                                                          |                                                                                           |
| floret drużynowo (startowało 8 ekip)  | AZS AWF I Warszawa Aleksandra Breś Sylwia Gruchała Katarzyna Kryczało Marta Matysik         | Sietom I AZS AWF Gdańsk Karolina Chlewińska Magdalena Knop Anna Rybicka Marta Łyczbińska | AZS AWF Poznań Marta Ciesielska Halina Ptak Martyna Synoradzka Małgorzata Wojtkowiak      |
| szabla drużynowo(startowało 6 ekip)   | AZS Poznań Bogna Jóźwiak Katarzyna Kędziora Irena Więckowska Agnieszka Zdrojewska           | TMS II Sosnowiec Sylwia Bijak Kinga Drożdż Karolina Szczypińska Karolina Walczak         | AZS AWF I Warszawa Małgorzata Kozaczuk Matylda Ostojska Izabela Sajewicz Aleksandra Socha |
| szpada drużynowo (startowało 11 ekip) | AZS AWF I Warszawa Danuta Dmowska-Andrzejuk Ewa Nelip Magdalena Piekarska Małgorzata Stroka | AZS AWF I Katowice Małgorzata Bereza Dominika Mosler Karolina Mrochem Martyna Szymańska  | AZS AWF II Warszawa Katarzyna Dąbrowa Olga Kisiel Natalia Królak Magdalena Pawłowska      |

### mężczyźni
| Konkurencja:                          | Złoto:                                                                               | Srebro:                                                                                   | Brąz:                                                                               |
| Medaliści indywidualni                |                                                                                      |                                                                                           |                                                                                     |
| floret (startowało 55 zawodników)     | Paweł Kawiecki (Sietom AZS AWFiS Gdańsk)                                             | Michał Majewski (AZS AWF Warszawa)                                                        | Piotr Janda (Sietom AZS AWFiS Gdańsk) Marcin Zawada (AZS AWF Warszawa)              |
| szabla (startowało 47 zawodników)     | Adam Skrodzki (AZS AWF Katowice)                                                     | Marcin Koniusz (AZS AWF Katowice)                                                         | Adrian Stanisławski (KKSz Konin) Daniel Olejnik (AZS AWF Warszawa)                  |
| szpada (startowało 82 zawodników)     | Piotr Kruczek (AZS AWF Kraków)                                                       | Kamil Wrona (KKS Kraków)                                                                  | Daniel Skatuła (TS Górnik Radlin) Tomasz Motyka (AZS AWF Wrocław)                   |
| Medaliści drużynowi                   |                                                                                      |                                                                                           |                                                                                     |
| floret drużynowo (startowało 11 ekip) | Wrocławianie I Tomasz Gmerek Radosław Pietrusiewicz Leszek Rajski Paweł Szumielewicz | Sietom AZS AWF I Gdańsk Radosław Glonek Krystian Gryglewski Paweł Kawiecki Paweł Osmański | Sietom AZS AWF II Gdańsk Michał Janda Piotr Janda Filip Płocharski Tomasz Sinoracki |
| szabla drużynowo (startowało 9 ekip)  | AZS AWF I Katowice Jakub Ceranowicz Bartosz Koniusz Marcin Koniusz Adam Skrodzki     | AZS AWF I Warszawa Filip Cieszkowski Michał Kosman Daniel Olejnik Sebastian Więch         | TMS I Sosnowiec Tomasz Dominik Michał Kochan Maciej Regulewski Damian Skubiszewski  |
| szpada drużynowo (startowało 15 ekip) | AZS AWF Kraków II Michał Nowak Jan Sobiecki Michał Sobieraj Wojciech Sworowski       | KKS I Kraków Marcel Baś Szczepan Budek Felix Fraś Kamil Wrona                             | AZS AWF Wrocław Michał Adamek Tomasz Motyka Michał Staszak Maciej Szumski           |